# Fosse Way

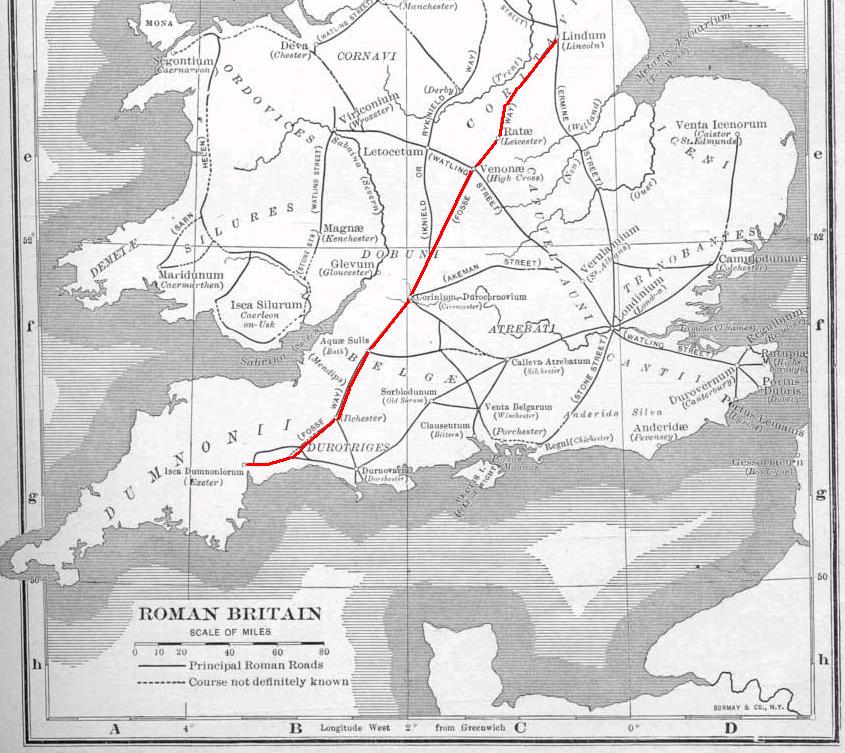
Britannien in römischer Zeit, mit dem Fosse Way in rot

Fosse Way ist der Name einer Römerstraße in England, die ehemals Isca Dumnoniorum (Exeter) über Lindinis (Ilchester), Aquae Sulis (Bath), Corinium (Cirencester) und Ratae Corieltavorum (Leicester) mit Lindum (Lincoln) verband. Dabei kreuzte sie auch eine Reihe anderer römischer Straßen, wie die
- „Akeman Street“, die
- „Watling Street“ bei Venonis südlich von Leicester und die
- „Ermine Street“ bei Lindum.

In der ersten Zeit nach der römischen Eroberung Britanniens, 43 n. Chr., bildete die Straße die erste Westgrenze Roms, bevor sie auch die meisten anderen Regionen der Insel okkupierten. Er trennte die relativ flachen Kalkregionen im Süden von den hügeligen Granitregionen im Norden. Der Name der Straße leitet sich her von dem Lateinischen Fossa, das so viel wie Graben bedeutet. Das bezieht sich vermutlich auf einen als Grenzbefestigung oder -markierung dienenden Graben. Die Straße könnte entlang eines Verteidigungsgraben entstanden sein, der später verfüllt und in eine Straße umgewandelt wurde, oder möglicherweise verlief ein solcher Graben zumindest auf einem Teil seiner Länge neben der Straße her.
Der Fosse Way ist die einzige Römerstraße in Großbritannien, die noch ihren alten römischen Namen bewahrt hat. Andere Straßen wurden in späteren Jahrhunderten von den Angelsachsen umbenannt.
Viele Teile des Fosse Ways wurden in Streckenabschnitte moderner Straßen integriert.